# 1831 في فرنسا
فيما يلي قوائم الأحداث التي وقعت خلال عام 1831 في فرنسا.

## سياسة

### تعيين في المنصب
- 13 مارس – كازيمير بيرييه رئيس الوزراء الفرنسي، head of government of France ‏.
- 23 يونيو – فرانسوا جيزو نائب فرنسي.

### انتهاء فترة المنصب
- 1 يناير – لوي جاك تينار نائب فرنسي.
- 13 مارس – جاك لافيت رئيس الوزراء الفرنسي، head of government of France ‏.

## كتب
من الكتب التي صدرت هذه السنة في فرنسا:
- 1 يناير – الجلد المسحور من تأليف أونوريه دي بلزاك.
- 1 يناير – ساراسين من تأليف أونوريه دي بلزاك.

## مواليد

### فبراير
- 21 فبراير – هنري ميلهاك[1]

### مارس
- 8 مارس – فيليكس بونفيس مصور فرنسي.[2]

### ديسمبر
- 1 ديسمبر – ماريا ايميليا أميرة البرازيل أميرة الإمبراطورية البرازيل.

## وفيات

### مارس
- 17 مارس – نابليون لويس بونابرت (مواليد 1804)[3]

### يونيو
- 27 يونيو – صوفي جرمين (مواليد 1776)[4]

### أكتوبر
- 14 أكتوبر – جان لوي بونس (مواليد 1761) عالم فلك فرنسي.[5]